# Michelle O'Neill
Michelle O'Neill (født Doris, 10. januar 1977) er en nordirsk politiker, som har været førsteminister i Nordirland siden 2024. Hun var viceførsteminister fra 2020 til 2022.
O'Neill sad i byrådet i Dungannon and South Tyrone fra 2005 til 2011 og var borgmester fra 2010 til 2011. I 2007 blev hun valgt til Nordirlands parlament i valgkredsen Mid Ulster. Hun har været næstformand for Sinn Féin siden 2018.
I 2011 blev hun udnævnt til minister for landbrug og udvikling af landdistrikter i Nordirlands regering af viceførsteminister Martin McGuinness. I 2016 blev hun sundhedsminister, og januar 2020 blev hun Nordirlands viceførsteminister.
O'Neill embede ophørte automatisk ved Paul Givans fratræden som førsteminister den 3. februar 2022. Ved parlamentsvalget i Nordirland 2022 blev Sinn Féin det største parti, hvilket berettiegede O'Neill til posten som Nordirlands førsteminister. Hun kunne dog ikke tiltræde embedet, fordi Democratic Unionist Paty (DUP) nægtede at udpege en viceførsteminister på grund af dets modstand mod Nordirland-protokollen som regulerer forholdet mellem Nordirland og Irland efter brexit.
Først den 3. februar 2024 blev O'Neill udnævnt til Nordirlands førsteminister. Det er første gang en irsk republikaner har embedet.

## Baggrund
O'Neill blev født i Fermoy, en by i County Cork i Irland. Hun stammer fra en irsk republikansk familie i Clonoe i County Tyrone i Nordirland. Hendes far Brendan Doris har været et fængslet medlem af Det Provisoriske IRA og byrådsmedlem for Sinn Féin. Hendes onkel Paul Doris har været formand for Irish Northern Aid Committee (NORAID). Hendes fætter Tony Doris som var et IRA-medlem blev dræbt af Special Air Service i 1991. En anden fætter som også var medlem af IRA, Gareth Malachy Doris, blev skudt og såret i aktion i 1997.
O'Neill gik på St. Patrick's Girls' Academy, en katolsk grammar school i Dungannon i Tyrone. Hun startede på en uddannelse som bogholder inden hun indledte sin politiske karriere.

## Politisk karriere
O'Neill blev involveret i republikansk politik som teenager, og hjalp sin far som var byrådsmedlem i Dungannon med arbejde i valgkredsen. Hun sluttede sig til Sinn Féin efter Belfastaftalen i 1998 i en alder af 21 år, og arbejdede som rådgiver for Francie Molloy i det nordirske parlament. Hun beholdt dette arbejde indtil 2005, hvor hun blev valgt til byrådet som repræsentant fra Torrent-valgområdet i Dungannon and South Tyrone og overtog det mandat, som hendes far tidligere havde haft. O'Neill blev valgt som parlmamentsmedlem i valgkredsen Mid Ulster ved parlamentsvalget i 2007. Hun efterfulgte der sin Sinn Féin-kollega Geraldine Dougan.
I 2010 blev hun borgmester i Dungannon and South Tyrone. O'Neill var den første kvinde, der var havde den borgmesterpost, såvel som en af de yngste. Hun fratrådte byrådet i 2011.

### Minister for landbrug og udvikling af landdistrikter
O'Neill efterfulgte Michelle Gildernew som minister for landbrug og udvikling af landdistrikter i Nordirlands regering efter parlamentsvalget i 2011. En af hendes vigtigste beslutninger i embedet var at flytte ministeriets hovedkvarter fra Belfast til en tidligere kaserne i Ballykelly i County Londonderry i et forsøg på at decentralisere arbejdspladser i den offentlige sektor. Beslutningen tilsidesatte en intern rapport, som anbefalede Strabane som et mere passende sted.

### Sundhedsminister
O'Neill afløste DUP's Simon Hamilton som sundhedsminister efter valget i 2016. Efter otte dage i embedet meddelte hun, at hun ville ophæve livstidsforbuddet mod, at homoseksuelle og biseksuelle mænd kunne donere blod i Nordirland. Den 25. oktober 2016 fremlagde O'Neill et dokument med titlen Health and Wellbeing 2026: Delivering Together, en tiårsplan, som havde til formål at modernisere sundheds- og socialvæsenet.

### Næstformand for Sinn Féin
I januar 2017 da Martin McGuinness trak sig som viceførsteminister og sagde, at han ikke ville stille op i det resulterende valg, blev O'Neill valgt som Sinn Féins nye "partileder i nord". Det faktum, at hun blev foretrukket til lederskabet frem for det tidligere IRA-medlem Conor Murphy, markerede et bemærkelsesværdigt brud i ledelsens direkte tilknytning til organisationen.
Ved parlamentsvalget i 2017, der fulgte efter McGuinness' tilbagetræden, blev O'Neill genvalgt til parlamentet med 20,6 % af førsteprioritetsstemmerne i Mid Ulster. I marts 2017 opfordrede hun til en folkeafstemning om genforening af Irland "så hurtigt som muligt" som svar på Brexit. O'Neill ledte Sinn Féin-siden i forhandlingerne mellem partierne efter valget, men sagde i slutningen af marts, at forhandlingerne var mislykkedes, og at Sinn Féin ikke ville nominere hende til stillingen som viceførsteminister.
I februar 2018 blev O'Neill næstformand for Sinn Féin efter Mary Lou McDonald, som blev formand, da Gerry Adams trak sig tilbage. I november 2019 blev hun udfordret som leder John O'Dowd og vandt med 67 % af stemmerne.

### Viceførsteminister i Nordirland
I januar 2020 blev O'Neill udnævnt til viceførsteminister i Nordirland. Hun mistede automatisk embedet den 14. juni 2021, da Arlene Foster trak sig som førsteminister, og genvandt det tre dage senere, da hun og Paul Givan blev nomineret som henholdsvis viceførsteminister og førsteminister den 17. juni 2021. I februar 2022 mistede O'Neill igen sit embede som viceførsteminister, da Paul Givan trådte tilbage som førsteminister.

## Nordirlands førsteminister

### Udpeget (2022-2024)
Ved parlamentsvalget i 2022 vandt Sinn Féin 27 mandater og blev derved det største politiske parti i Nordirlands parlament. Deres unionistiske modstykke, Democratic Unionist Party (DUP) blev nummer to med 25 mandater. Som et resultat af at Sinn Féin var det største parti, stod O'Neill til at blive Nordirlands førsteminister, og DUP's leder til at blive Nordirlands viceførsteminister. O'Neill blev dog ikke officielt taget i ed som førsteminister, fordi DUP som en del af sin modstand mod Nordirland-protokollen nægtede at udpege en viceførsteminister, og der var derfor ingen fungerende regering i Nordirland.
I august 2022 blev O'Neill spurgt i et BBC- interview, om det under The Troubles var rigtigt for Det provisoriske IRA "at engagere sig i voldelig modstand mod britisk styre". O'Neill blev kritiseret for sit svar: "Jeg tror ikke, der var noget alternativ på det tidspunkt, men nu har vi heldigvis et alternativ til konflikt, og det er Langfredagsaftalen – det er derfor, den er så værdifuld for os alle."
I september 2022 brød O'Neill med den republikanske tradition ved at deltage i begravelsen af dronning Elizabeth II af Storbritannien.
I maj 2023 deltog O'Neill i kroningen af kong Charles III og sagde: "Jamen, jeg ville selvfølgelig gerne være her. Vi lever i skiftende tider, og det var det mest respektfulde at gøre, at vise respekt og at være her for alle de mennesker derhjemme, som jeg har sagt til, at jeg ville være en førsteminister for alle. At deltage her handler om at honorere det og opfylde mit løfte."
Under hendes ledelse har Sinn Féin ført i de fleste meningsmålinger forud for det næste parlamentsvalg.

### Første minister (fra 2024)
Den 30. januar 2024 meddelte Democratic Unionist Party deres tilbagevenden til magtdeling og åbnede for at O'Neill kunne blive den første irske nationalistiske førsteminister i Nordirland. O'Neill tiltrådte embedet den 3. februar 2024.

## Privatliv
O'Neill blev gravid som 15-årig og fødte sin datter, da hun var 16. Hun studerede og afsluttede sin studentereksamen og fortsatte med at uddanne sig til rådgiver i velfærdsrettighed. Hun giftede sig med Paddy O'Neill, da hun var 18, og de har to børn sammen. Hun blev separeret fra sin mand i 2014.